# Raffaele Vessichelli

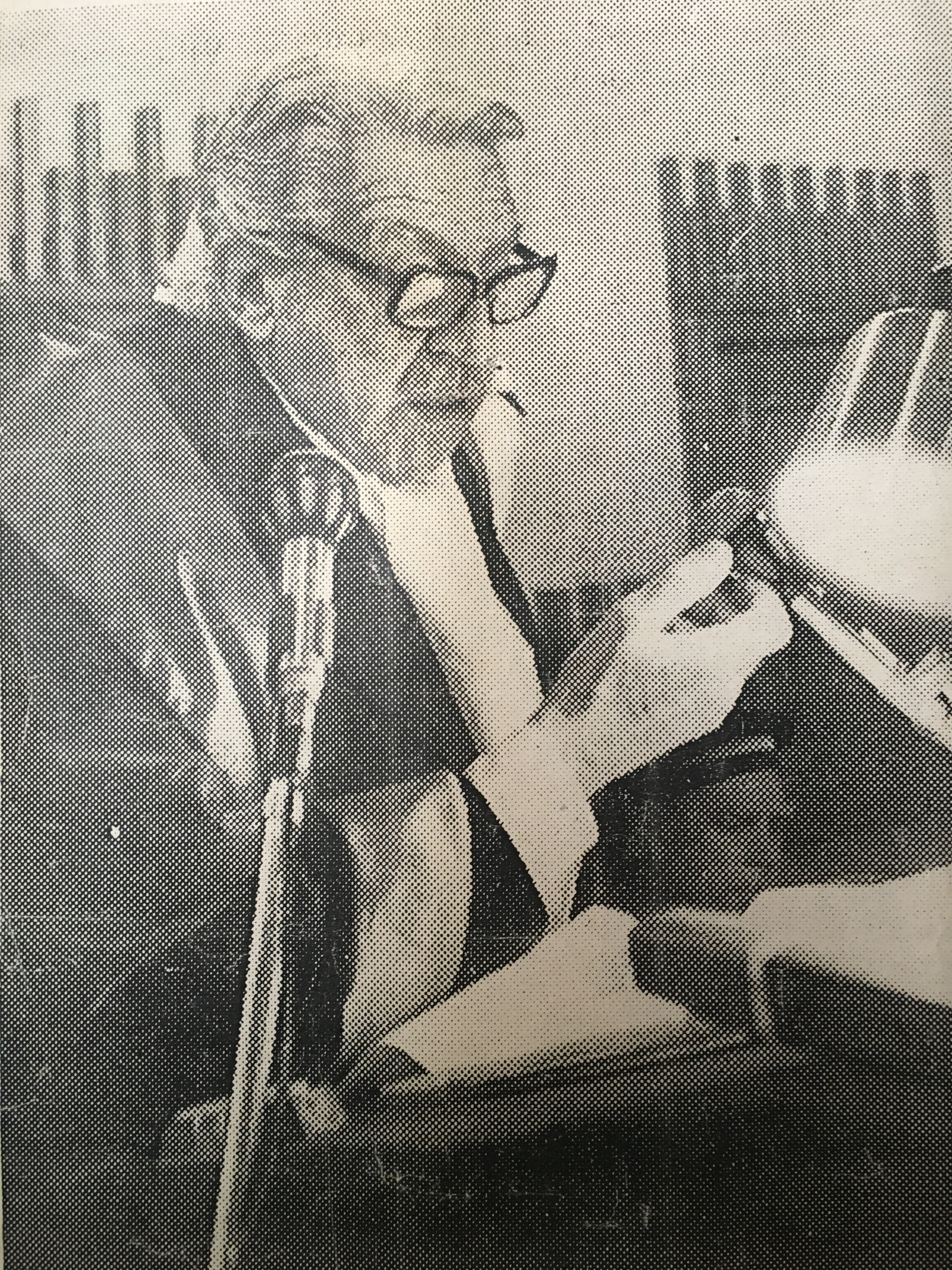
Il P.G. Vessichelli legge la Relazione all'inaugurazione dell'Anno Giudiziario

Raffaele Vessichelli (Napoli, 5 dicembre 1919 – Roma, 14 aprile 1990) è stato un magistrato e ufficiale dei Carabinieri italiano.

## Biografia
Ufficiale dell'Arma dei Carabinieri, durante la seconda guerra mondiale, con il grado di Tenente viene decorato di Medaglia di Bronzo al Valor Militare per la valorosa azione di resistenza opposta a Monterotondo contro l'attacco sferrato la mattina del 9 settembre 1943 da oltre 800 paracadutisti tedeschi, appartenenti al II Battaglione del VI Reggimento,  al comando del Maggiore Walter Gericke all'indomani dell'armistizio dell'8 settembre 1943
Solo di recente, nel 2013, in occasione del 70º anniversario della battaglia di Monterotondo, la ricorrenza diventa momento di ricerca e approfondimento ed entra tra gli eventi di rilevanza della storiografia nazionale
Successivamente catturato, viene deportato (uno dei 650.000 Internati Militari Italiani)  nel campo di concentramento di Biala Podlaska in Polonia.
Entra per concorso in magistratura, prestando servizio per quasi tutta la lunga carriera durata oltre 46 anni, alla Procura della Repubblica presso il Tribunale di Roma prima come sostituto procuratore poi come Procuratore aggiunto. 
Negli ultimi anni di carriera viene nominato Procuratore Generale presso la Corte d'Appello di L'Aquila. 
Nel 1990 viene insignito dell'onorificenza di Cavaliere di Gran Croce dell'Ordine al Merito della Repubblica Italiana.
Dopo lunga malattia, muore a Roma il 14 aprile del 1990 , lasciando la moglie Maria Concetta Mele ed i figli Maria Vessichelli, magistrato ed Aurelio Vessichelli, avvocato dello Stato.